# Lorentz Linck
Lorentz Linck (ou Lingg), parfois francisé en Laurent Linck dans les sources francophones, est un vitrailliste du XVIIe siècle. Né à Strasbourg en 1582, et mort entre 1639 et 1641 dans cette même ville, il est cependant d'origine suisse. Il est particulièrement connu pour la réalisation des vitraux de la chartreuse de Molsheim.

## Biographie
La famille Linck était spécialisée dans les vitraux. Le père de Lorentz, Barthélemy, natif de Zoug, pratiquait ce métier et avait installé son atelier en 1581 à Strasbourg. Lorentz est le premier de ses trois fils, qui suivent tous trois la voie paternelle,,.
Lorentz pourrait avoir terminé son apprentissage chez le vitrailliste zurichois Christoph Murer (de).
Lorentz épouse Marie von Hipsheim le 24 mars 1612, avec qui il a plusieurs enfants. En 1634, probablement veuf, il se remarie avec Ursula Weiss (ou Weissin). Sa mort est antérieure à 1641, mais postérieure à 1639, date de sa dernière œuvre connue.

## Réalisations
Lorentz est particulièrement connu pour la réalisation des vitraux qui ornaient le cloître de la chartreuse de Molsheim. Ceux-ci, au nombre de 115 ou 116, étaient de petite taille mais extrêmement prisés des amateurs : Jean-Gaspard Bernegger les mentionne dès 1675, craignant les dommages que la guerre de Hollande et ses débordements en Alsace pourraient faire subir à ces œuvres. Antoine Ruinart s'extasie en 1696 sur les vitraux « peints avec une telle délicatesse et un tel fini que l'on ne saurait rien imaginer de plus parfait dans ce genre ». Jean André Silbermann, facteur d'orgue, en visite à Molsheim pendant que son père André installait l'orgue de l'abbatiale d'Altorf, « ne [pouvait se] rassasier d'admirer notamment des belles fenêtres peintes dans le couvent des chartreux ». Le moine bénédictin Philippe-André Grandidier admire « ces belles et fraîches peinture sur verre dont le cloître est décoré dans tout le contour des cellules ». Enfin, en 1771, Johann Wolfgang von Goethe, qui n'évoque de son voyage alsacien que cet unique monument, rappelle brièvement que « dans le cloître de l'abbaye de Molsheim, nous admirions les vitraux peints en couleur »,.

Quelques vitraux de la famille Linck à la chartreuse de Molsheim
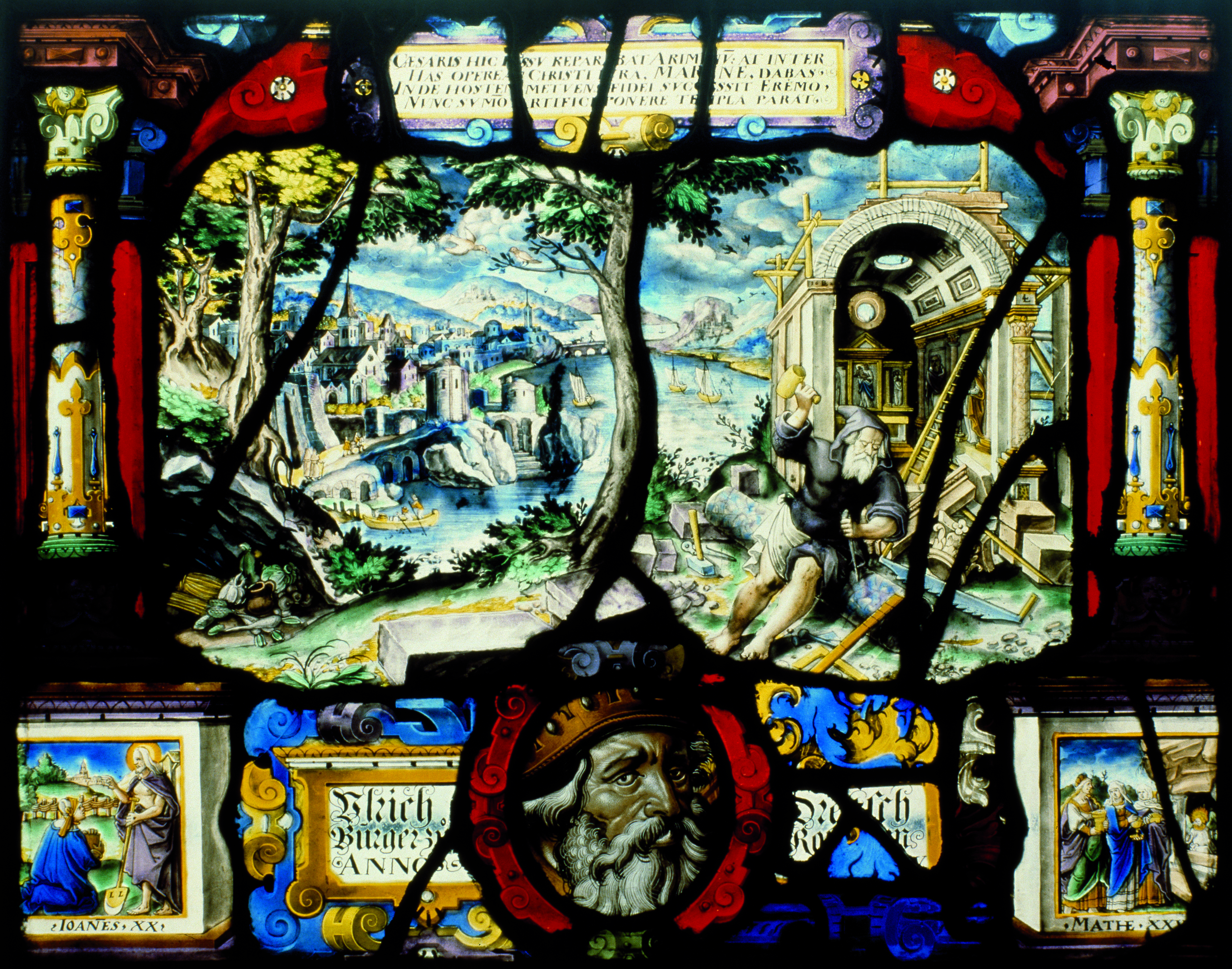
Vitrail de Saint Marin tailleur de pierre, 33 × 41,5 cm, désormais conservé au Château d'Eberstein à Gernsbach
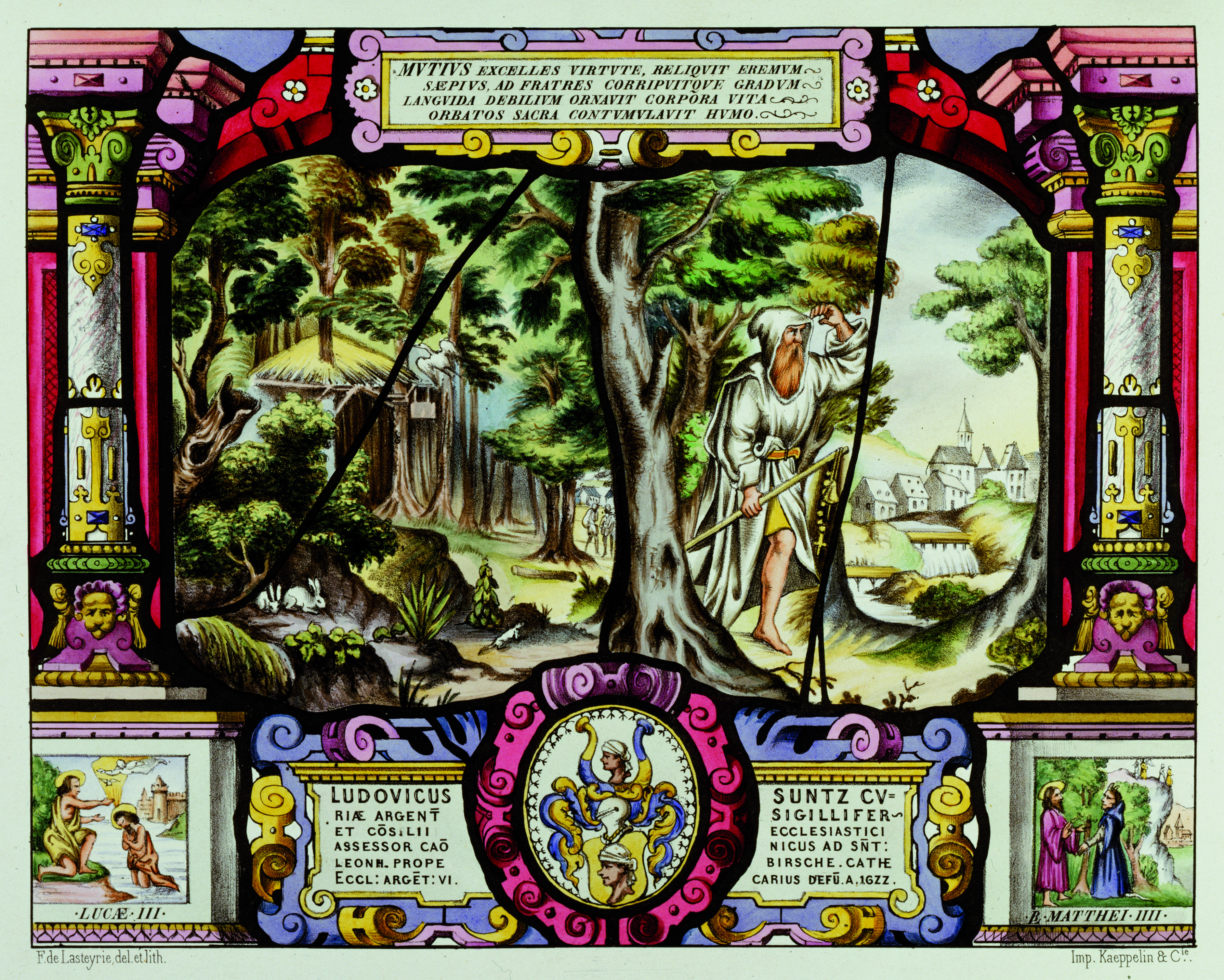
Vitrail de saint Muce (« Mutius »), 41,5 × 33 cm, reproduit d'après une lithographie de Ferdinand Charles Léon de Lasteyrie (1853)
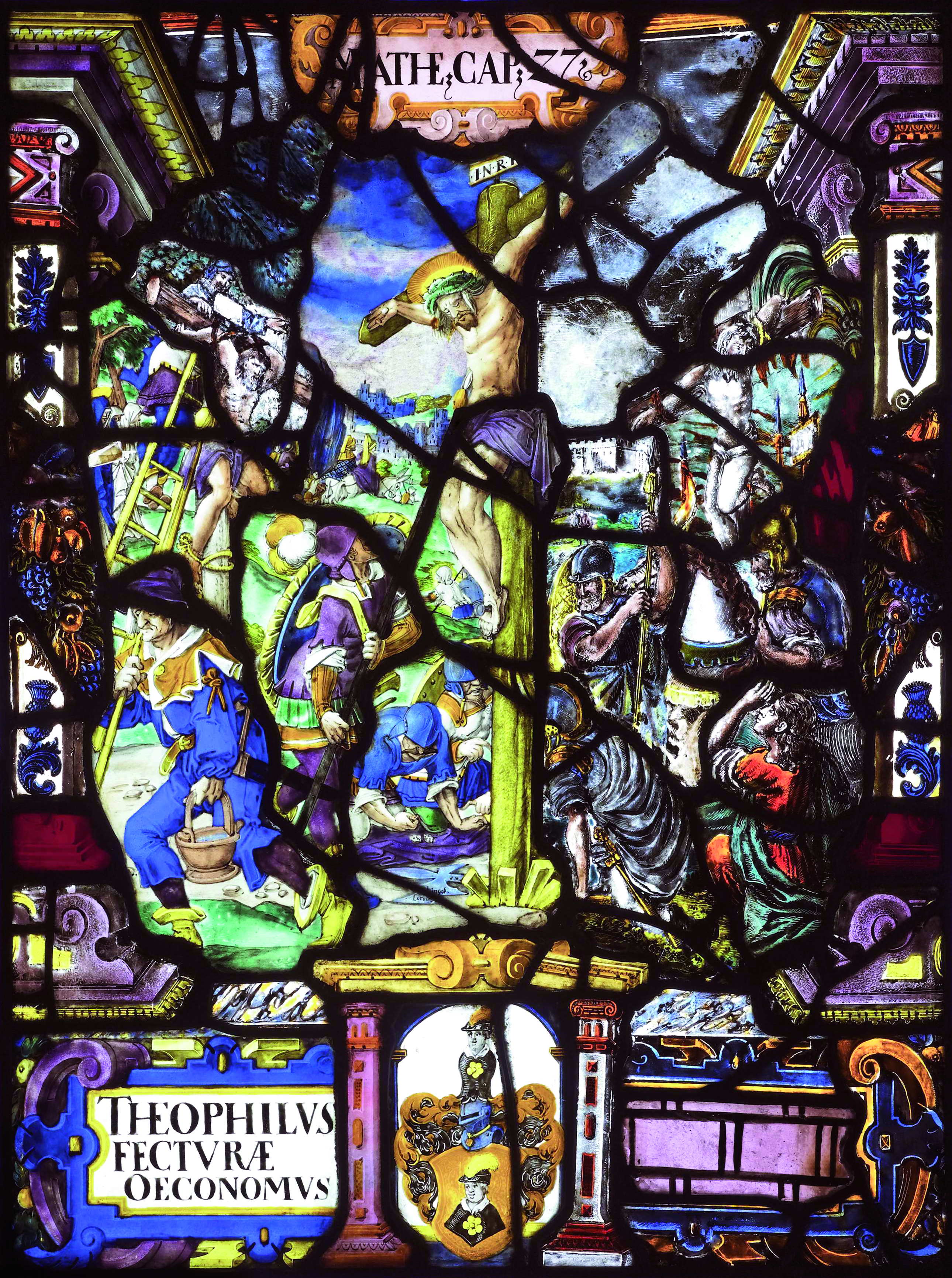
Vitrail de la Crucifixion, au moment où Longinus perce le côté du Christ, 47 × 38 cm, reproduit d'après une lithographie de Lasteyrie (1853)
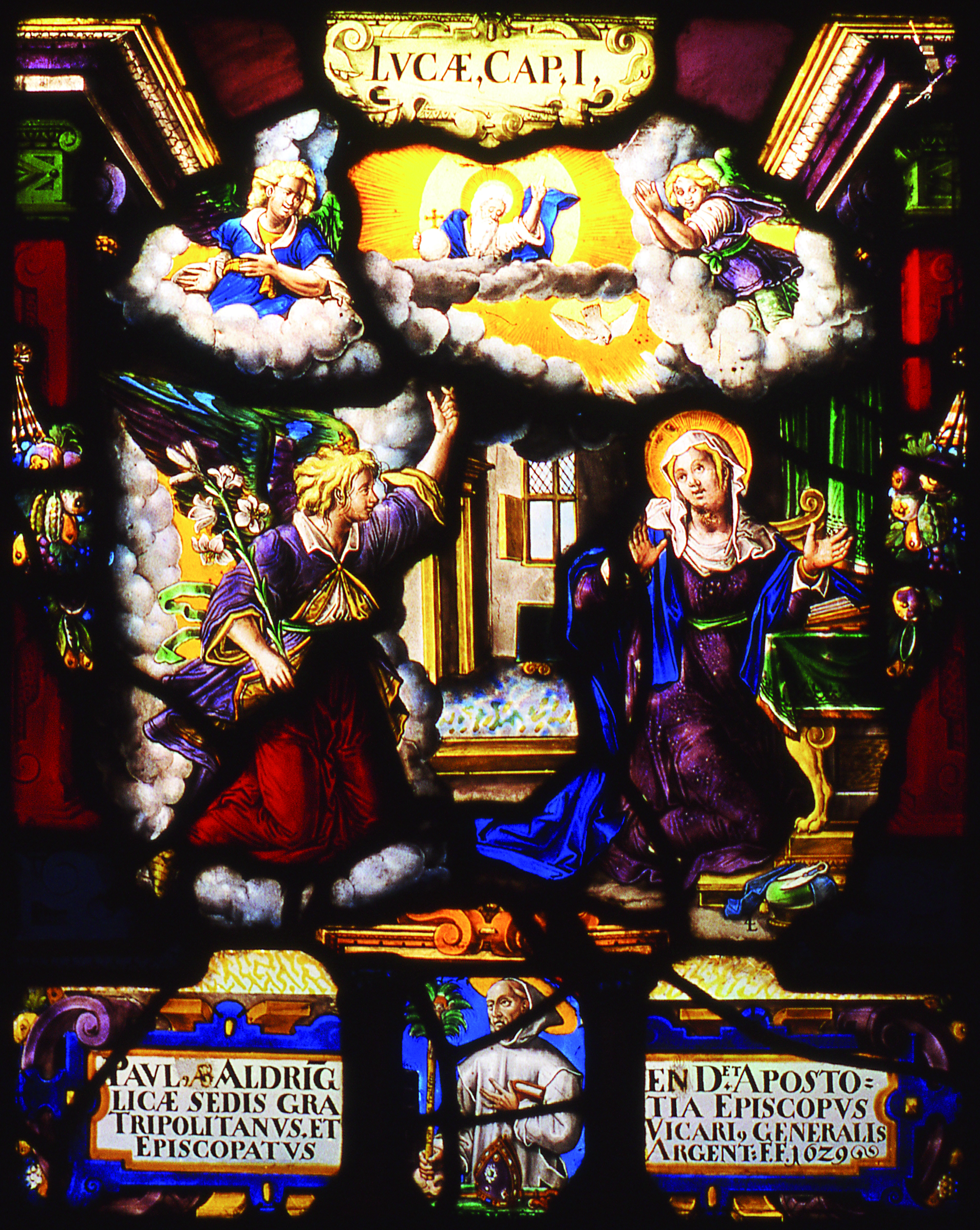
Vitrail de l'Annonciation, 47,5 × 38,5 cm, conservé au musée de l'Œuvre Notre-Dame à Strasbourg.

Une autre réalisation célèbre de Lorentz Linck est le réfectoire du couvent des franciscains de Sélestat, devenu après la Réforme l'église protestante de la ville. De 1626 à 1630, Lorentz, seul ou en famille, y réalise un cycle de vitraux, qui n'est connu que par son existence, mais dont aucune trace graphique n'a survécu.
Par ailleurs, 137 esquisses conservées au Badisches Landesmuseum de Karlsruhe portent son monogramme.